# Walter Leja
Walter Leja (ur. 1 lipca 1921 w Koniówce, zm. 22 listopada 1992 w Montrealu) – Sergeant major w Royal Canadian Engineers. 
W maju 1963 roku Walter Leja został ranny w trakcie rozbrajania bomby podłożonej w skrzynce pocztowej w Westmount przez ugrupowanie terrorystyczne FLQ (Front Wyzwolenia Quebecu). 
W roku 1964 uhonorowany przez królową Elżbietę II Medalem Jerzego. 